# Gustaaf Oosterhuis

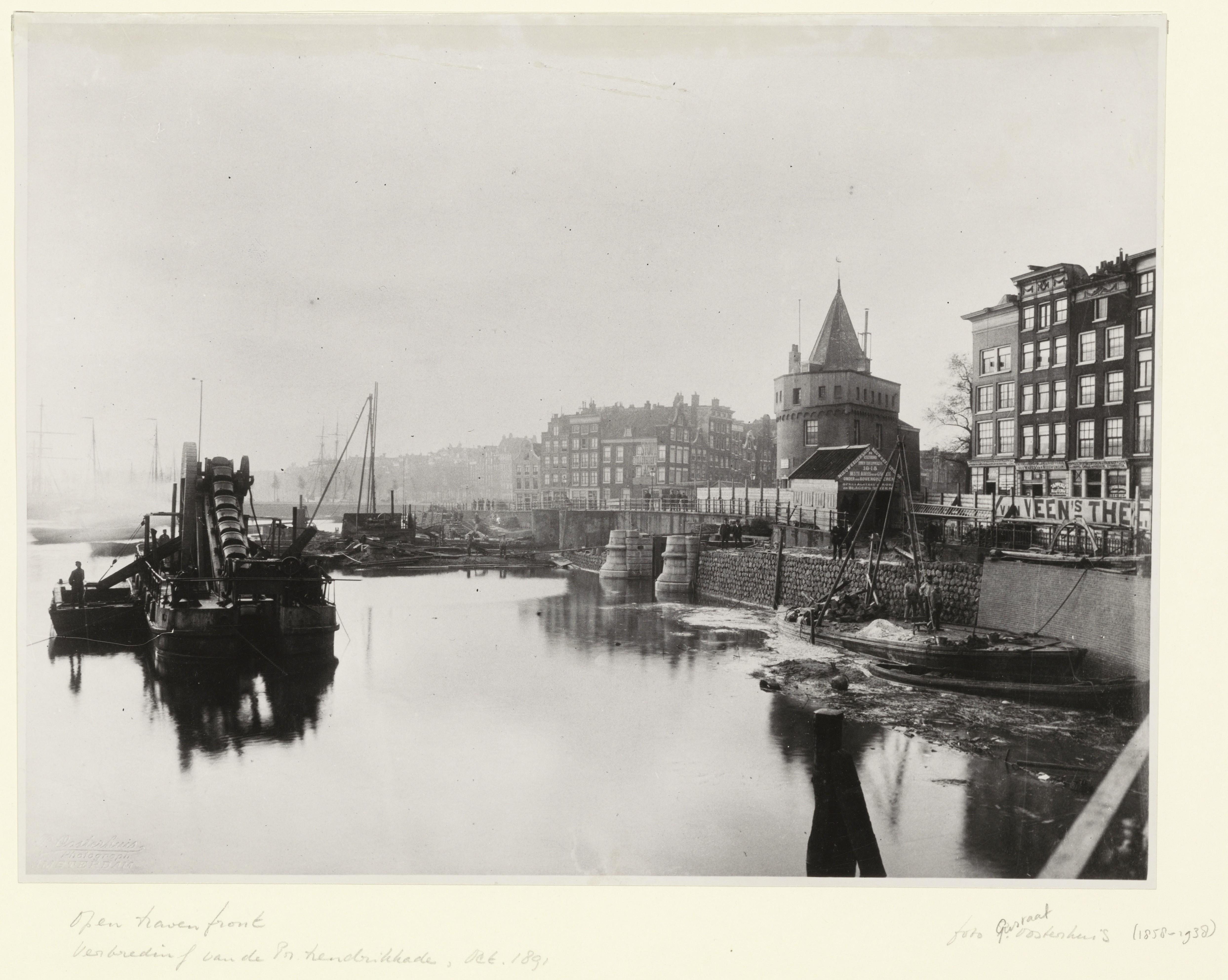
Prins Hendrikkade, Amsterdam

Gustaaf Oosterhuis (23. dubna 1858, Amsterdam – 3. srpna 1938, Amstelveen) byl nizozemský fotograf.

## Životopis
Gustaaf Oosterhuis pokračoval ve fotografické společnosti založené jeho otcem Pieterem Oosterhuisem. Specializoval se na průmyslovou a krajinářskou fotografii a také dělal mnoho fotografií v přístavu a městě Amsterdam. Technika, kterou často používal, byl albuminový tisk.

## Galerie

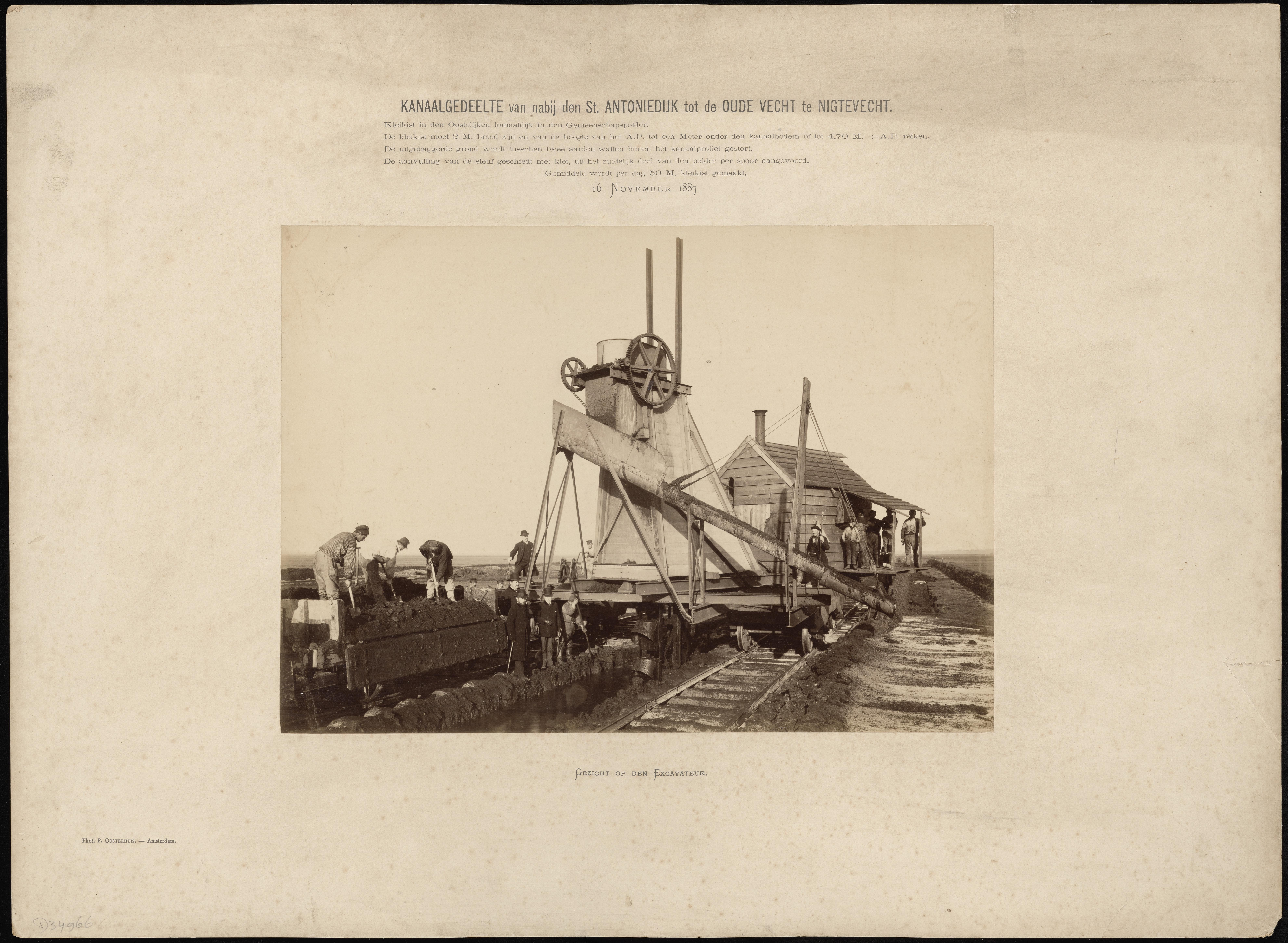
Část kanálu od St. Antoniedijk po Oude Vecht v Nigtevechtu, výstavba kanálu Amsterdam-Merwede (kanál Amsterdam-Rýn). Hliněný box ve východní hrázi kanálu v komunitním poldru. Pohled na bagr, 16. listopadu 1887.
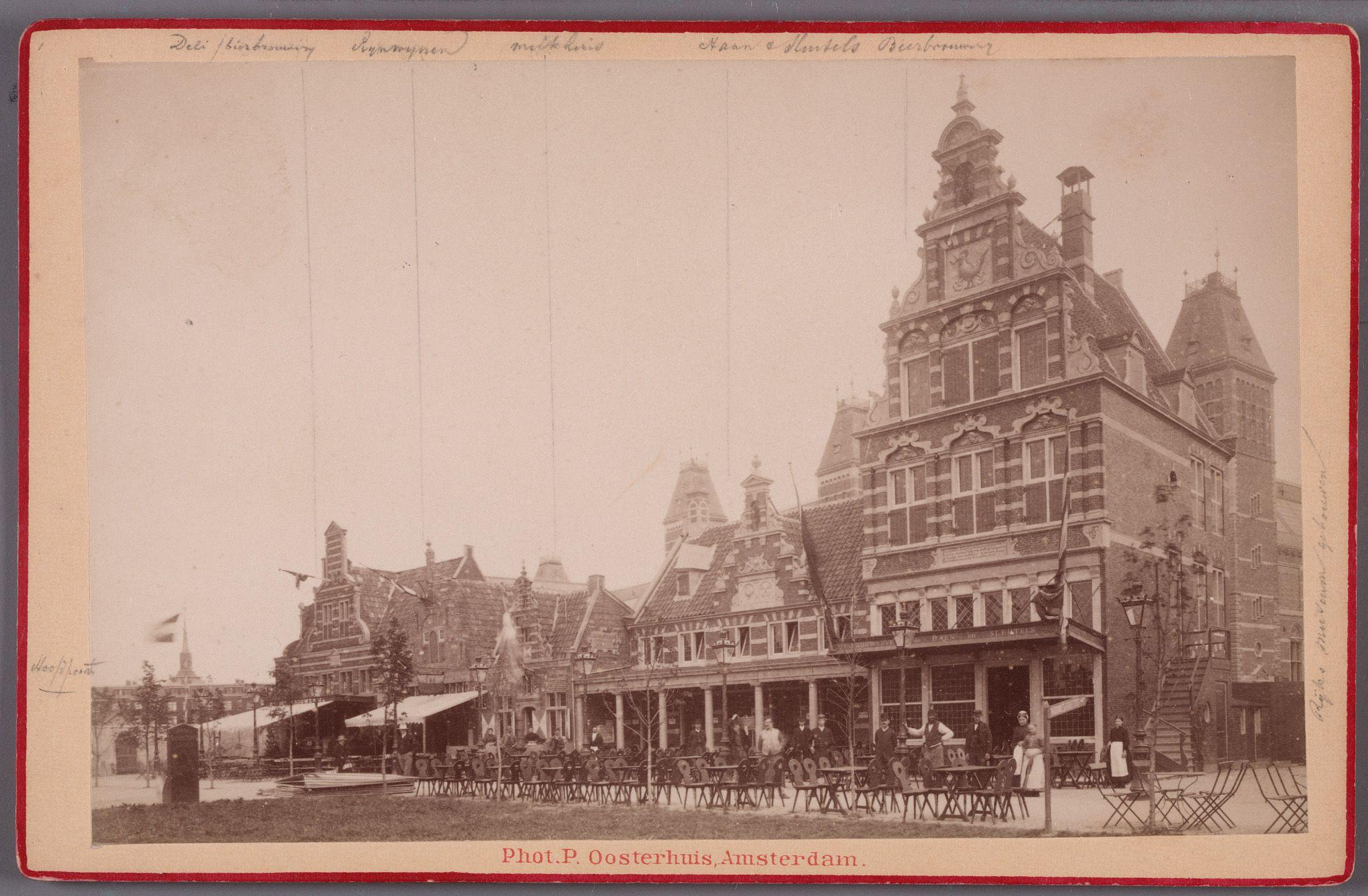
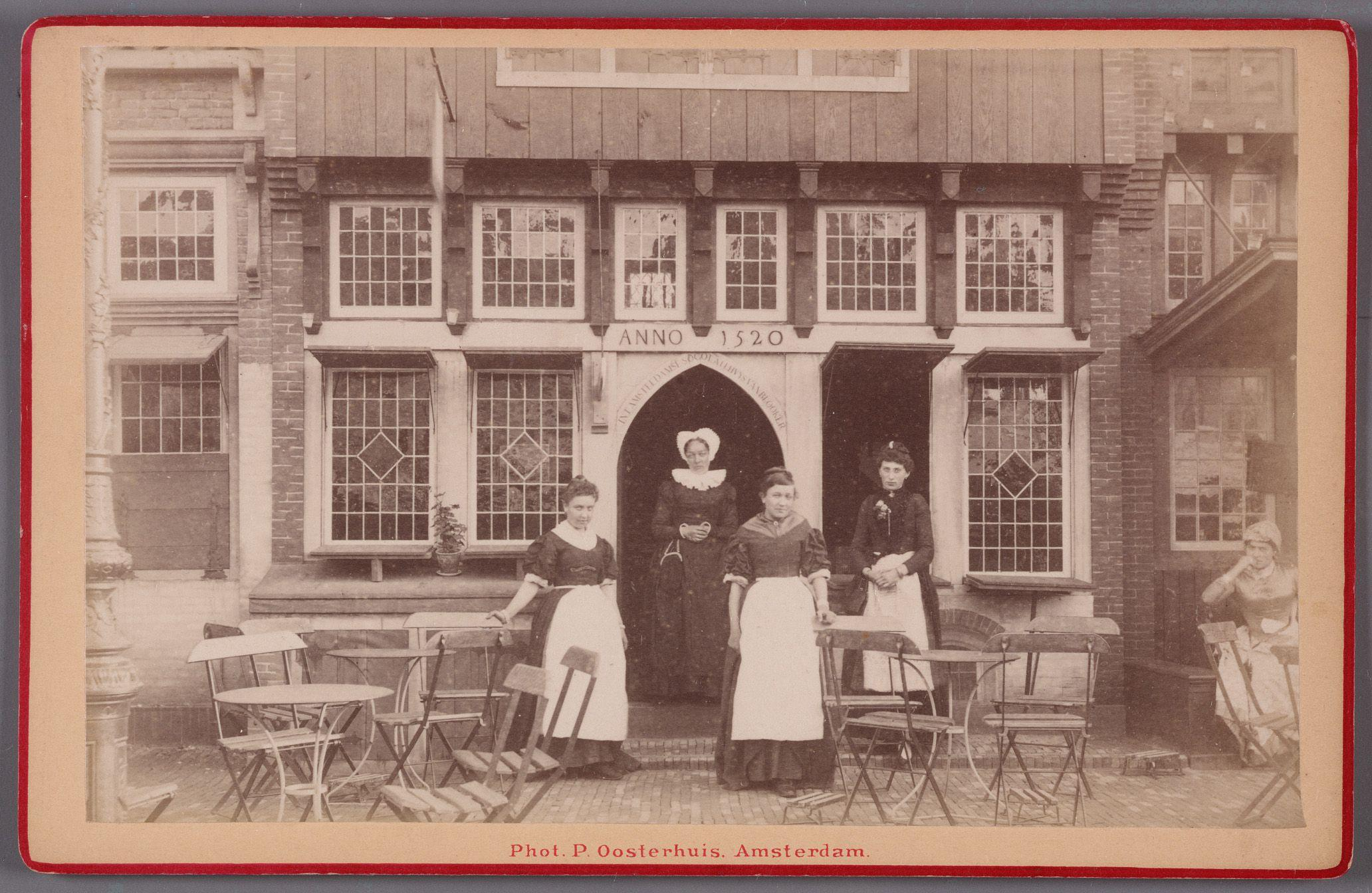
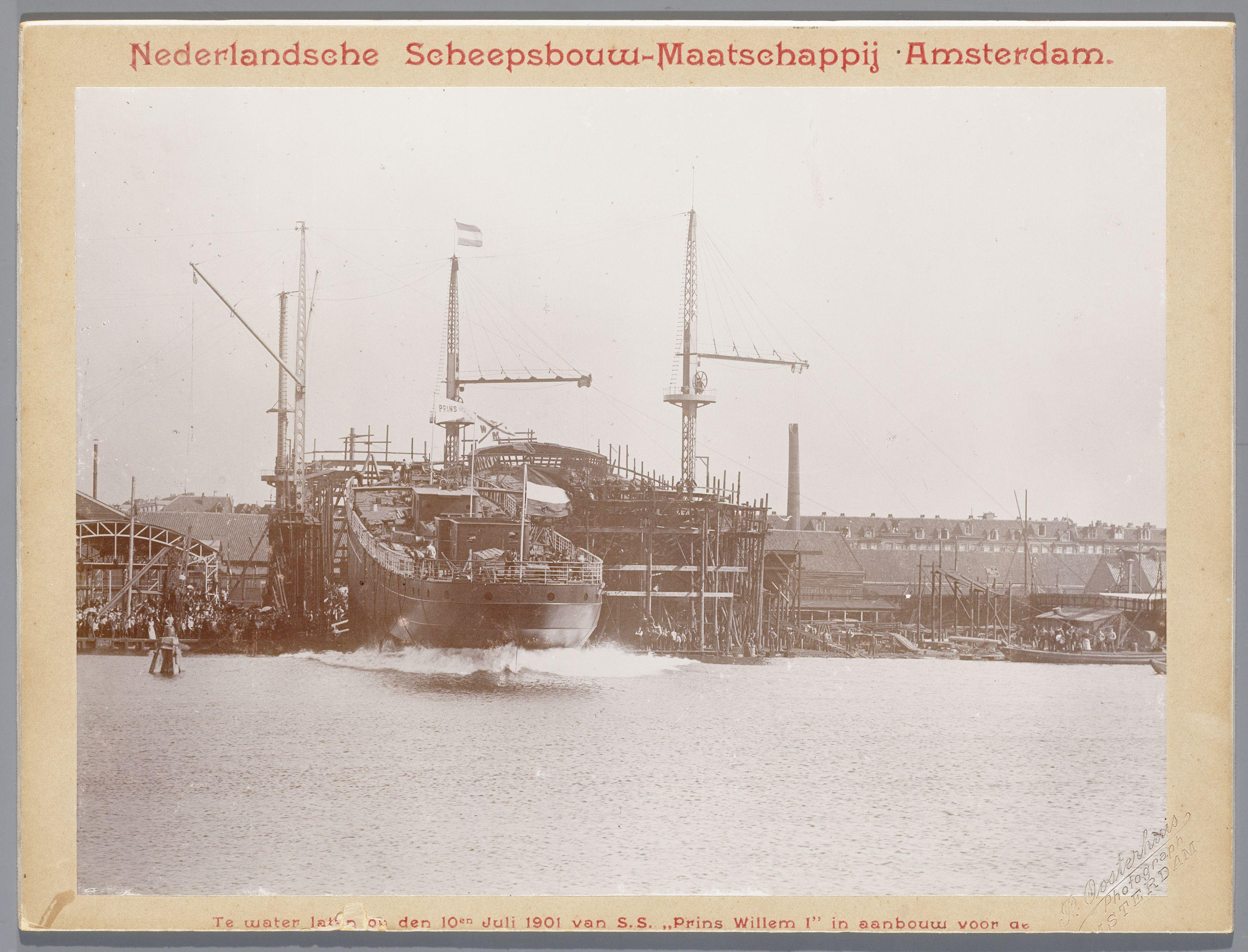
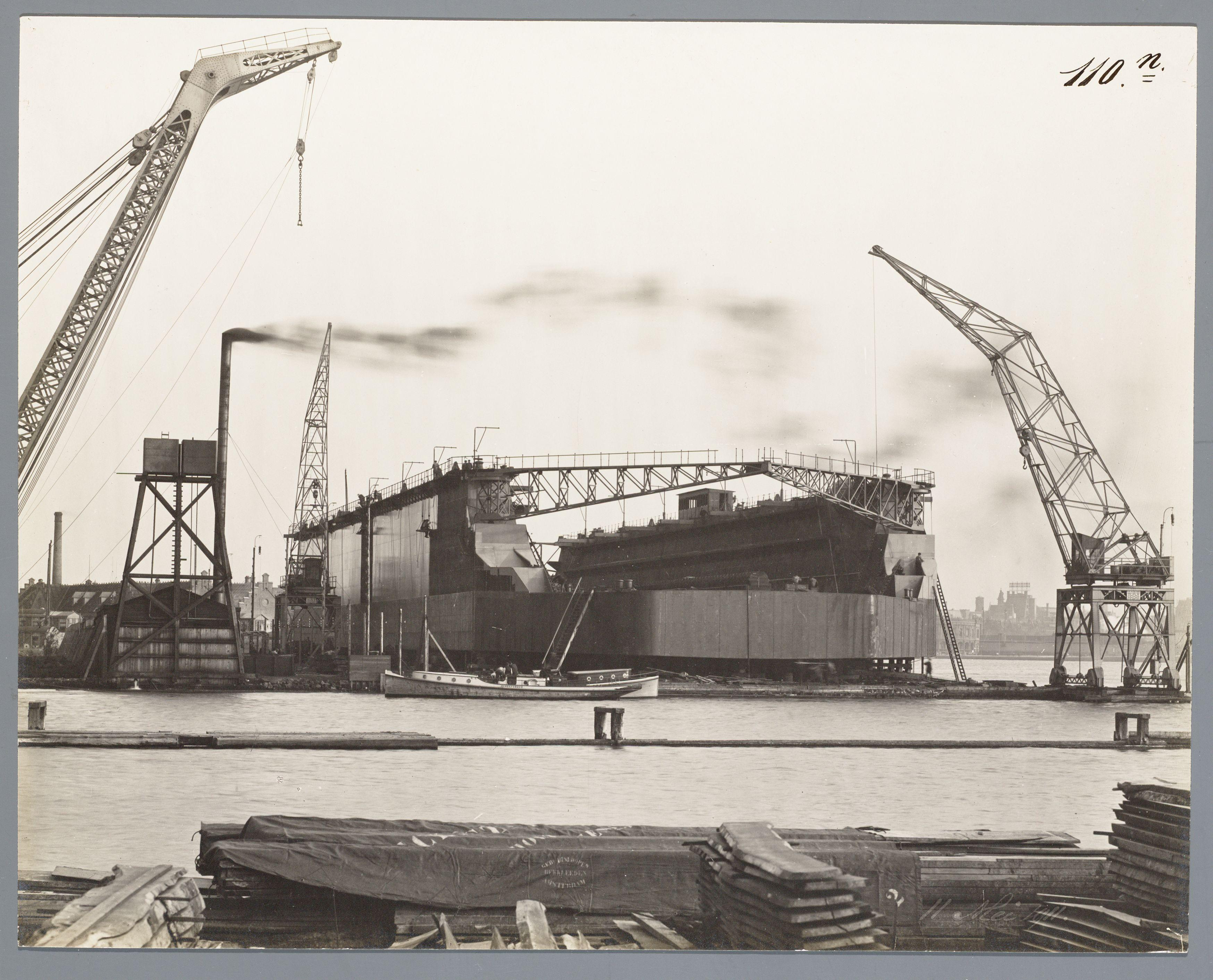
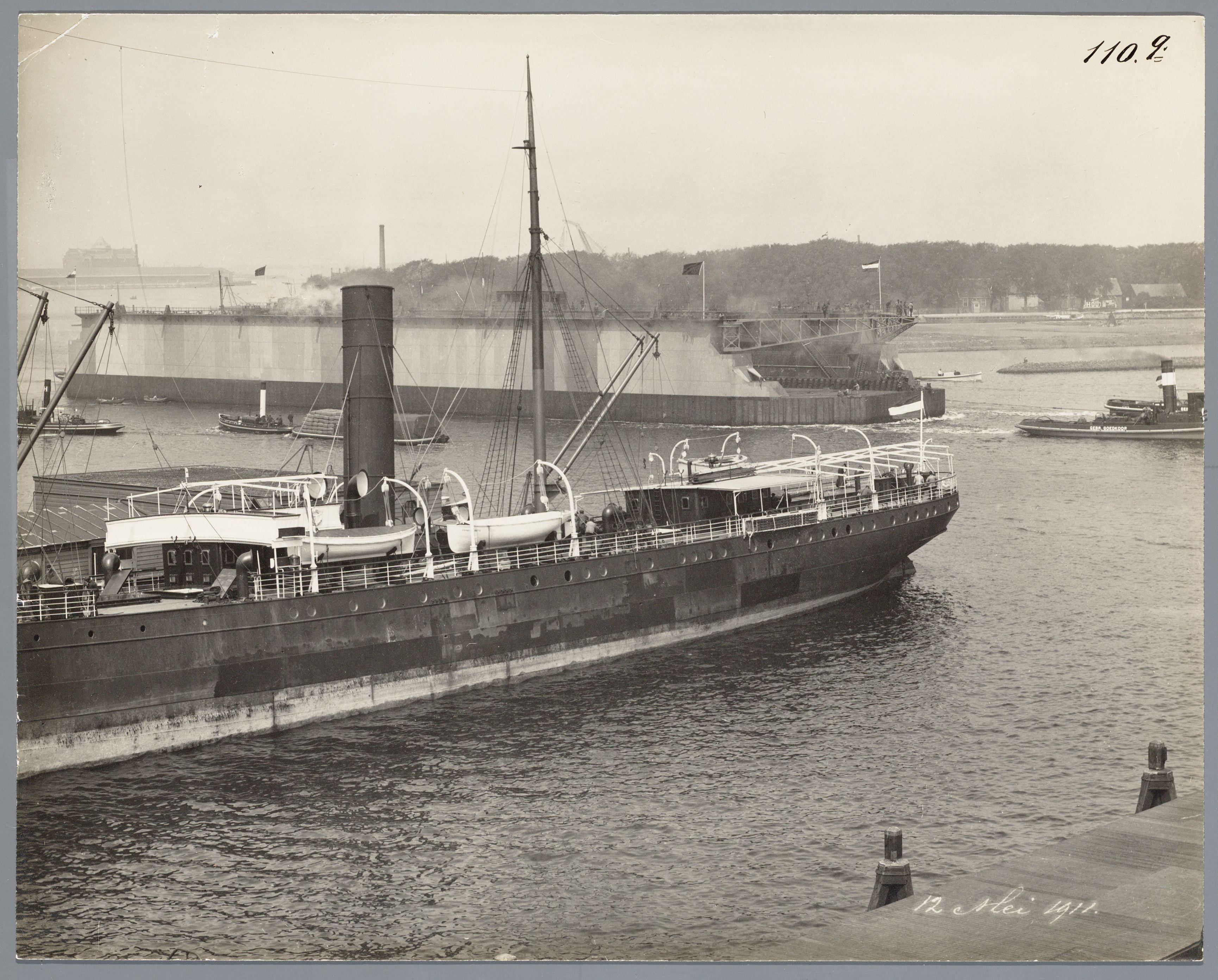